# Strychnos icaja
Strychnos icaja är en tvåhjärtbladig växtart som beskrevs av Henri Ernest Baillon. Strychnos icaja ingår i släktet Strychnos och familjen Loganiaceae. Inga underarter finns listade i Catalogue of Life.